# Gripe aviária

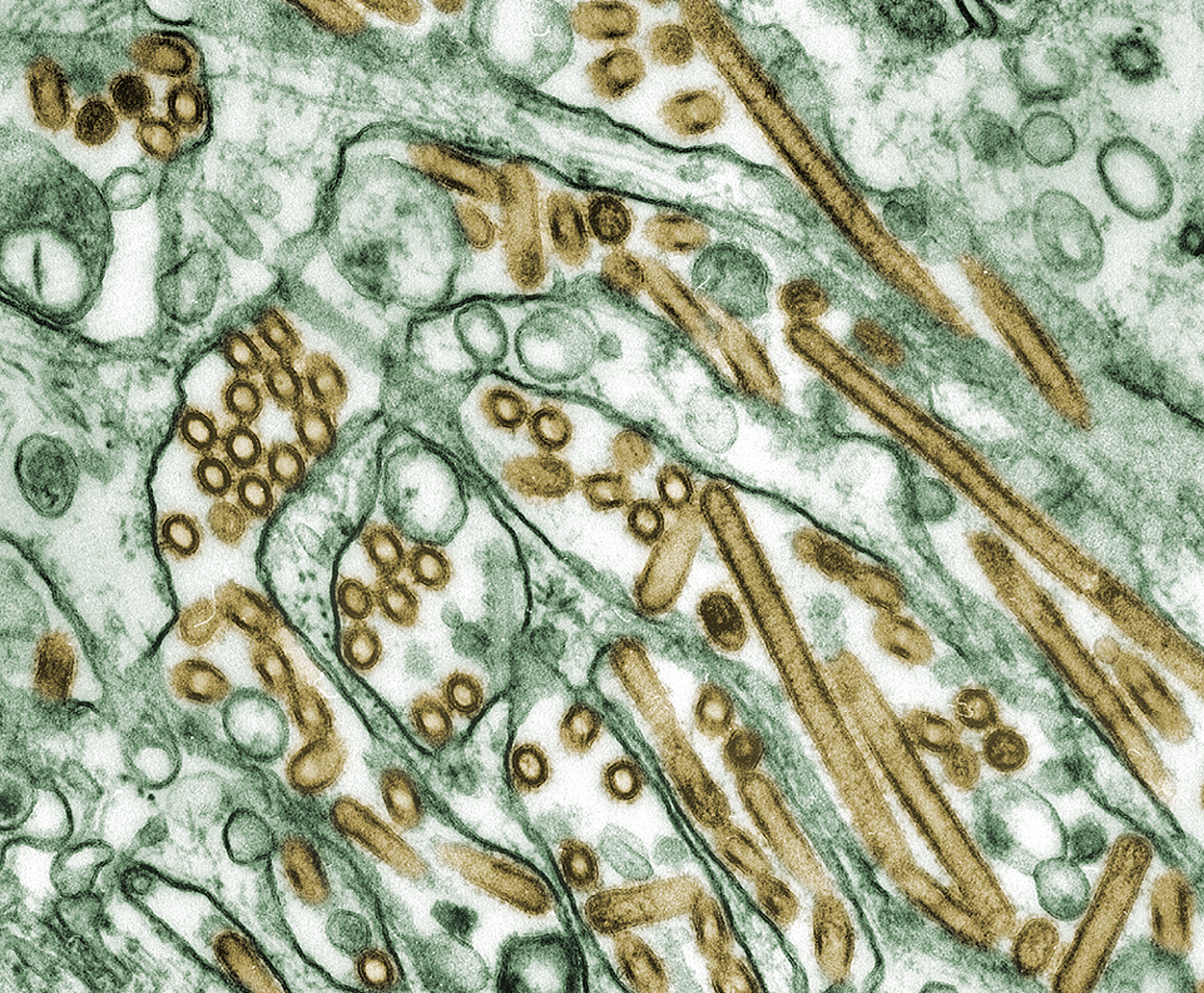
H5N1 (em amarelo) atacando as células MDCK (em verde)

Gripe aviária é uma doença causada por uma variedade de vírus Influenza (como o H5N1), que têm as aves como reservatórios naturais, mas que também podem infectar diversos mamíferos. Identificada na Itália por volta de 1900, é, no entanto, conhecida por estar presente em grande parte do globo, concentrando-se atualmente principalmente no sudeste asiático. Há também casos recentes na Turquia, Romênia e Inglaterra, embora, nesses três países, apenas aves tenham sido infectadas.
Diversos subtipos virais pertencentes aos alphainfluenzavirus podem ser causadores da gripe aviária, assim como também é responsável pela gripe comum. O Influenza pode ser dividido em três tipos: A, B, C e D. O tipo A subdivide-se ainda em vários subtipos, sendo os subtipos H1N1, H2N2 e H3N2, responsáveis por grandes epidemias e pandemias. O "H" significa hemaglutinina, enquanto o "N" significa neuraminidase, que são duas glicoproteínas presentes no envelope viral, e usadas para sorotipagem (classificação de subtipos baseado em padrões de reconhecimento por anticorpos) de vírus da Influenza tipo A. O tipo B também tem originado epidemias mais ou menos extensas e o tipo C está geralmente associado a casos esporádicos e surtos localizados. Exceto no nível molecular, a doença se parece muito pouco com a gripe que todos pegamos de vez em quando. O vírus pode tornar-se uma grande ameaça para os humanos se sofrer alguma mutação transformando-se em algo perigosamente desconhecido pelo nosso organismo e capaz de passar de uma pessoa para outra através de espirro, tosse ou contato físico.
Os vírus da Influenza estão em constante evolução, assim como qualquer outro vírus ou organismo. Porém, devido a natureza de seu genoma segmentado (8 segmentos no caso de Influenza A), além da evolução através de mutações que normalmente se observa em outros vírus, o vírus da gripe também pode sofrer um tipo de recombinação ("reassortment", em inglês), em que novos vírus são produzidos com uma mistura de genes em seu interior provenientes de dois (ou mais) vírus diferentes. Isso possibilita que vírus bastante diferentes dos usuais sejam gerados repentinamente. Vírus gerados dessa forma causaram duas pandemias no século XX, a Gripe Asiática, em 1957, e a Gripe de Hong Kong, em 1968.
As pandemias, que ocorrem mais ou menos a cada geração, porém de formas imprevisíveis, podem se iniciar se uma das muitas variantes da Influenza que circula entre pássaros passar a infectar também as pessoas. Feito isso, é possível trocar que ocorra troca de genes entre o vírus da gripe comum (altamente infectante) com o Influenza (altamente perigoso). Se o vírus se replicar muito antes que o sistema imunológico consiga fabricar anticorpos para detê-lo, a epidemia pode se alastrar causando vários problemas de saúde pública, podendo mesmo ser altamente letal.
O subtipo H5N1 foi isolado pela primeira vez em estorninhos, em 1961, na África do Sul. Só se tinha conhecimento da ocorrência do vírus Influenzae A H5N1 em diferentes espécies de aves (daqui a designação de "gripe das aves"), incluindo galinhas, patos e gansos, sabendo-se ainda que a maior parte das galinhas infectadas morriam num curto espaço de tempo, e que patos e gansos eram os principais reservatórios do vírus. Em maio de 1997, o vírus Influenzae A H5N1 foi isolado pela primeira vez em humanos, numa criança de Hong Kong. Em 2006 foram comprovados na Alemanha a morte de gatos infectados pelo vírus.

## Situação atual
O surto de 2005 de gripe aviária infectou pessoas no Vietnã, Tailândia, Indonésia e Camboja; e infectou aves em Laos, China, Turquia, Inglaterra (um papagaio importado do Suriname, possivelmente infectado durante a quarentena, na Inglaterra, onde o lote importado do Suriname foi posto em contacto com outras aves importadas, inclusive da Ásia), Alemanha (gansos e patos), Grécia e, mais recentemente, identificada em aves migratórias do Canadá.
Segundo W. Waut Gibbs e Christine Soares, três agências internacionais coordenam o esforço global para rastrear o H5N1 e outras variantes, mas as investigações já demonstraram não ser lá tão eficientes. "Até mesmo os administradores dessas redes de vigilância admitem que elas ainda são lentas demais e têm muitos furos", comentam.
"A rapidez é essencial quando se trata de um vírus que vive no ar e tem ação rápida como o Influenza. É provável que as autoridades não tenham a menor chance de barrar o avanço de uma pandemia nascente se não conseguirem contê-la em 30 dias."
Eles também afirmam que a próxima pandemia pode iniciar em qualquer lugar do globo, mas devido a vários motivos, é bem provável que inicie na Ásia.
Além de preocupar os oficiais da saúde pública, a gripe aviária já trouxe alguns prejuízos à economia mundial, principalmente do Brasil, grande exportador de frango no cenário mundial.
Em fevereiro de 2023, o Camboja reportou dois casos confirmados de gripe aviária do vírus H5N1 em humanos. Um deles foi letal, levando uma menina de apenas 11 anos à morte. As novas infecções do H5N1 em humanos gera uma preocupação ainda maior, visto seu índice de mortalidade. De acordo com dados da Organização Mundial da Saúde (OMS), a gripe aviária já atingiu 873 humanos ao longo das últimas décadas, sendo 458 casos culminados em morte. 

## Tratamento
Casos de gripe aviária em humanos são tratados com antivirais com ação contra o vírus da gripe, associados a terapia de suporte. Os antivirais atualmente disponíveis para o tratamento da Influenza são os derivados do adamantano, amantadina e rimantadina, que agem como inibidores de M2 (uma proteína do vírus da gripe que funciona como canal de prótons, sendo fundamental para o ciclo viral), além do oseltamivir e seu derivado zanamivir, que agem como inibidores da neuraminidase, impedindo que os vírus recém-produzidos sejam liberados pela célula hospedeira, assim impedindo a infeção de novas células. Ambas classes de medicamento são efetivas; porém, vírus H5N1 resistentes a essas drogas já foram isolados de pacientes humanos. 
Em relação às aves, devido à alta patogenicidade do H5N1 em galinhas, sempre que é introduzido em criações tem consequências desastrosas, matando praticamente todas as aves em curto espaço de tempo (2 a 3 dias). Isso, somado ao risco de alastramento para outras criações e principalmente o risco para a saúde humana, faz com que todos os casos de gripe aviária em granjas sejam tratados com rigor, com medidas como abate de todas as aves domesticas na região, vacinação de criações em regiões vizinhas, etc.

## Profilaxia e vacina
Há dois tipos de vacina que são fabricadas. Uma maneira é promover dissecação química do vírus e extrair algumas proteínas que atuam no processo de infecção, que estimularia o sistema imunológico humano a criar anticorpos específicos. Uma vez produzidos, tais anticorpos teriam suas informações gravadas em células de memória, capazes de ativar a produção de altas doses dele em caso de alguma infecção real.
Outra forma é usar formas enfraquecidas do vírus em vacinas inaláveis, mas esta parece perigosa demais por usar o vírus, e não proteínas dele, pois há uma pequena possibilidade de troca de genes com um vírus normal criando assim outra forma muito mais ameaçadora.
A título de medida preventiva, começou-se a produzir mais vacinas contra a doença, mas a escassez de informações sobre a possível forma como possa ocorrer uma pandemia compromete todo o sistema de defesa.
Seria inviável ministrar vacinas em uma população inteira, pois a produção de vacinas é baixa, (cerca de 300 milhões de doses por ano) e caso uma pandemia ocorra em breve, as vacinas contra as variantes emergentes demorarão para chegar.
Muitas variantes do vírus circulam ao mesmo tempo, e sofrem constantes alterações, e a cada ano são produzidas novas vacinas para os três tipos mais ameaçadores. Estocar vacinas é uma das atitudes mais seriamente pensadas por vários países, que também preparam uma lista de prioridade para ministrar essas vacinas em pessoas mais suscetíveis, os muito novos, os muito idosos e os de sistema imunológico debilitado. Mas os governos teriam que atualizar anualmente seus estoques, pois o produto também expira rapidamente.
Atualmente não existe vacina para as aves contra o vírus Influenza H5N1. A maneira de controlar a doença é somente através do descarte dos animais infectados e próximos ao foco, num raio de 10 quilômetros. Esse descarte engloba desde as aves de criação em escala industrial até as produzidas de forma doméstica.

## Casos  e óbitos confirmados (humanos) de Influenza Aviária A (H5N1), a partir de dezembro de 2003
Até 10 de outubro ocorreram 117 casos com 60 óbitos, numa letalidade de 51,28%. Os vírus da gripe aviária são vírus Influenza do tipo A, e seus hospedeiros naturais são pássaros selvagens, que normalmente não apresentam os sintomas da doença. Aves domésticas por sua vez podem vir a apresentar sintomas graves.
No momento a transmissão se dá das aves para as pessoas. O maior risco para a humanidade está na possibilidade de o vírus sofrer alguma mutação genética que facilite sua transmissão entre seres humanos, pois, para tal, tecnicamente, não existirá uma vacina específica. Isto é, dados os fatos de que vacinas deste tipo não possuem longa vida e são custosas para serem produzidas, distribuídas e aplicadas em vastos grupos populacionais.